# Ligand (Biochemie)
Als Ligand wird in der Biochemie und in verwandten Wissenschaften ein Stoff bezeichnet, der an ein Zielprotein, beispielsweise einen Rezeptor, spezifisch binden kann. Die Bindung des Liganden ist üblicherweise reversibel und wird insbesondere durch Ionenbindungen, Wasserstoffbrückenbindungen, Van-der-Waals-Kräfte und hydrophobe Effekte ermöglicht. Die Affinität eines Liganden zum Zielprotein kann mit Hilfe von Ligandenbindungstests bestimmt werden.

## Eigenschaften
Liganden werden im Gegensatz zu Substraten nicht vom Zielmolekül umgesetzt, sie können jedoch dessen dreidimensionale Struktur und dessen Funktion beeinflussen. Liganden, die einen Rezeptor aktivieren, bezeichnet man als Agonisten, während Liganden, die einen Rezeptor hemmen oder deaktivieren, aber selbst keine pharmazeutische Wirkung auslösen, Antagonisten genannt werden. Liganden, welche an einem Rezeptor zu einer entgegengesetzten Wirkung führen, werden inverse Agonisten genannt. Hinsichtlich der Bindungsstelle am Zielprotein unterscheidet man orthosterische von allosterischen Liganden. Konzertiert agieren Co-Liganden. Eine Bindung hoher Affinität folgt dem Schlüssel-Schloss-Prinzip. 
Man unterscheidet folgende Arten der chemischen Anbindung:
nichtkovalent, reversibel
häufigste Bindungsart, bestimmt durch Assoziation und Dissoziation.
nichtkovalent, pseudoirreversibel
sehr langsame Dissoziation; Bsp. Methyllycaconitin.
kovalent, konstitutiv
Ligand und Protein bilden dauerhaft eine feste Funktionseinheit. Bsp. Retinal im Fotorezeptor Rhodopsin; hier ändert sich durch Photonenabsorption die Konfiguration der Olefin-Doppelbindung im Liganden von 11-cis zu 11-trans. Die Rückreaktion geschieht enzymatisch. Durch den damit einhergehenden Schwenk eines Ligandteils wird die Rezeptorkonformation zwischen Agonismus und Antagonismus geschaltet.
kovalent, irreversibel
der Ligand enthält eine reaktionsfreudige funktionelle Gruppe, reagiert mit dem Protein und verändert dessen Funktion dauerhaft und monodirektional; Bsp. MAO-Hemmer wie Tranylcypromin. In der Regel verliert das Zielprotein seine Funktion.
kovalent, reversibel
Bsp. eine Reihe von Tränengasen; hier Bindung eines Elektrophils durch Reaktion mit der Thiolgruppe von Cystein im TRPA1, die Entbindung erfolgt durch Eliminierungsreaktion und hinterlässt das Zielprotein funktionstüchtig.
kovalent, fragmentiert
ein seltener Sonderfall. Der Ligand bindet an das Zielprotein über ein Reaktionszentrum des Liganden kovalent und eliminiert über ein anderes Reaktionszentrum („Perforationsstelle“) einen Molekülteil, der dann dissoziiert. Experimentell wurde dies verwirklicht für einen DAT-Liganden, der nach diesem Prinzip ein kleines Molekülfragment kovalent gebunden im DAT hinterlässt. Voluminöseren Molekülen wie Kokain wird so der Zugang zum DAT versperrt, während kleinere Moleküle wie Dopamin vom DAT weiterhin aufgenommen werden.